# Vidor (Teksas)
Vidor je grad u američkoj saveznoj državi Teksas. Prema popisu stanovništva iz 2010. u njemu je živjelo 10.579 stanovnika.